# 79138 Mansfeld
79138 Mansfeld este o planetă minoră (asteroid) din centura de asteroizi. A fost descoperită pe 13 septembrie 1991 la Tautenburg de Freimut Börngen. 
Obiectul prezintă o orbită caracterizată de o semiaxă mare de 2,3871135345939 UAi, o excentricitate de 0,23, o înclinație de 1,7 ° în raport cu ecliptica.